# セントアンナの奇跡
『セントアンナの奇跡』（原題: Miracle at St. Anna）は、2008年のアメリカ映画。ジェームズ・マクブライドによる同名の小説を映画化した戦争ドラマである。

## あらすじ
1983年のクリスマス前、ニューヨークで起きた殺人事件。新聞記者のティム・ボイル（ジョセフ・ゴードン＝レヴィット）は刑事たちと、犯人ヘクター・ネグロン（ラズ・アロンソ）の自宅で石像の頭部を見つける。それは、イタリア・フィレンツェのアルノ川に架かるサンタ・トリニータ橋にあったプリマヴェーラ像で、第二次世界大戦時にドイツ国防軍に橋を破壊された際に失われたものだった。
1944年秋、イタリア・トスカーナ州セルキオ川流域。アメリカ陸軍の黒人部隊（通称バッファロー・ソルジャー）の第92歩兵師団はドイツ軍と対峙していた。バッファロー・ソルジャーの伍長だったヘクター・ネグロンは、オーブリー・スタンプス二等軍曹（デレク・ルーク）、ビショップ・カミングス三等軍曹（マイケル・イーリー）、サム・トレイン上等兵（オマー・ベンソン・ミラー）と、戦線のドイツ軍側に取り残されてしまう。4人は途中で出会ったアンジェロ・トランチェッリ少年（マッテオ・スキアボルディ）とともに、ヴィッラ・バジーリカの分離集落へと辿り着く。

## キャスト
※括弧内は日本語吹替
- オーブリー・スタンプス二等軍曹 - デレク・ルーク（志村知幸）
- ビショップ・カミングス三等軍曹 - マイケル・イーリー（坪井智浩）
- ヘクター・ネグロン伍長 - ラズ・アロンソ（加藤将之）
- サム・トレイン上等兵 - オマー・ベンソン・ミラー（小手川拓也）
- アンジェロ・トランチェッリ - マッテオ・スキアボルディ（小橋知子）： 少年。
- レナータ - ヴァレンティナ・チェルヴィ（斎藤恵理）
- ペッピ・“ザ・グレート・バタフライ”・グロッタ - ピエルフランチェスコ・ファヴィーノ
- ロドルフォ - セルジョ・アルベッリ
- ルドヴィコ - オメロ・アントヌッティ
- アンジェロ・トランチェッリ - ルイジ・ロ・カーショ（松田健一郎）： 大人。
- アントニオ・“トニー”・リッチ刑事 - ジョン・タトゥーロ
- ティム・ボイル - ジョセフ・ゴードン＝レヴィット： 記者。
- エンリコ - ジョン・レグイザモ： 美術商。
- ザナ・ワイルダー - ケリー・ワシントン
- ドリスコル大佐 - D・B・スウィーニー
- ネッド・アルモンド将軍 - ロバート・ジョン・バーク
- ヒッグス - オマリ・ハードウィック
- 枢軸サリー - アレクサンドラ・マリア・ララ
- ラデン - スティーヴン・モンロー・テイラー
- ノークス - ウォルトン・ゴギンズ
- バードソング - トリー・キトルズ
- ニードルス二等兵 - アンドレ・ホランド

## スタッフ
- 監督：スパイク・リー
- 原作・脚色：ジェームズ・マクブライド
- 音楽：テレンス・ブランチャード
- 撮影：マシュー・リバティーク
- 編集：バリー・アレクサンダー・ブラウン
- 衣装：カルロ・ポッジョリ
- 美術：トニーノ・ゼッラ
- 字幕：関美冬

## 評価
レビュー・アグリゲーターのRotten Tomatoesでは121件のレビューで支持率は33%、平均点は5.20/10となった。Metacriticでは31件のレビューを基に加重平均値が37/100となった。